# 谷福丸
谷 福丸（たに ふくまる、1939年2月11日 - ）は、日本の官僚、国会職員、画家。瑞宝大綬章。55年体制の終焉の後、羽田、村山、橋本、小渕、森、小泉の6代の政権の傍ら、国会で史上最長（退任時）の約9年5か月、衆議院事務総長を務めた。その退職後は、国土緑化推進機構副理事長を務めた。

## 来歴・人物
福岡県出身。福岡県立田川東高等学校（現・福岡県立東鷹高等学校）を経て（1957年卒業）、九州大学法学部卒業（1963年）。上野英信が著した『追われゆく坑夫たち』に感銘を受け、大学卒業後、福岡県庁に入庁し、既に衰退期に入っていた筑豊炭田の炭鉱を抱える鞍手福祉事務所にケースワーカーとして勤務した。県庁勤務中、国家公務員採用のため上京が決まったが、その挨拶回りの道すがら、仕事上世話をしていた家庭の子供から「好かん人が来たよー」と言われたことで「物事は半分、努力は半分分かってもらえれば十分なのだ」と思うようになったという。
上京後、法務省を経て（1964年 - 1965年）佐藤栄作政権期の1965年に衆議院事務局に入局した。入局当初は、委員部で内閣委員会・予算委員会を担当し、その後、社会労働委員会担当、1968年に委員部調査課先例第二係長となる。1973年から1977年まで英国大使館に出向。この間、皇太子夫妻、田中角栄首相の訪英や、1976年の列国議会同盟ロンドン会議、1977年のロンドンサミットの対応に当たる。1977年に帰朝した後は、委員部調査課を経て議事部議事課にて次第書（議長の議事進行原稿）の作成に当たる。1979年には、灘尾弘吉議長の下で議長秘書を務める。1981年に委員部総務課長、1983年に秘書課長となる。1987年に議事部副部長（秘書課長事務取扱）に昇任。昭和天皇の崩御に伴う事務に従事した。次いで1989年に庶務部長、1992年に事務次長に昇任した。事務次長在任時にPKO法案の採決時の牛歩への対応、細川護煕への首班指名の選挙の際の点呼読み飛ばし事件の対応などに当たっている。
1994年6月16日、第12代衆議院事務総長に就任。間もなく羽田孜の後継を決める首班指名選挙の事務に当たる。選挙の結果自社さ連立政権下で村山富市が指名された。1996年早々の住専国会では、委員室周辺に座り込みを行う新進党議員に対し、自らの判断で座り込みを解くよう申入れを行ったが、これに対して新進党が事務総長に退去勧告をする権限はないなどとする申入れを行った。1998年には、決算委員会の決算行政監視委員会への改組や、衆議院調査局の発足をみた。翌1999年にも、政府委員制度の廃止、国家基本政策委員会の設置、憲法調査会の設置を内容とする国会法改正が成立するなど、国会の制度の変革への対応に当たった。2000年には、小渕内閣の下、憲政史上初めての野党欠席の下の施政方針演説が行われた。同年には加藤の乱の中、混乱した本会議の事務に当たった。2003年に事務総長を辞任した。
事務総長退任後は、通例どおり国立国会図書館長に擬せられるが、不祥事の影響もあり就任は出来なかった。2003年に国土緑化推進機構の副理事長に就任し、毎年の植樹祭、育樹祭をはじめとし、国土緑化運動の推進に当たった。2010年春の叙勲で瑞宝大綬章を受章。
ロバート・ブレイク『ディズレイリ』を灘尾弘吉監修の下で翻訳・出版（大蔵省印刷局、1993年）している。事務総長退任後に、議会法等の研究者によるオーラル・ヒストリーの聞き取りに応じ刊行されている。